# Micrornebius insularis
Micrornebius insularis är en insektsart som beskrevs av Sigfrid Ingrisch 2006. Micrornebius insularis ingår i släktet Micrornebius och familjen Mogoplistidae. Inga underarter finns listade i Catalogue of Life.